# Mary Logan Reddick
Mary Logan Reddick (* 31. Dezember 1914 in Atlanta, Georgia, Vereinigte Staaten; † 1. Oktober 1966 in Vereinigte Staaten) war eine US-amerikanische Neurobiologin und Hochschullehrerin. Sie war Professorin für Biologie an der Clark Atlanta University. 1952 war sie eine der ersten afroamerikanischen Frauen, die ein Wissenschaftsstipendium der Ford Foundation für ein Auslandsstudium erhielt. Ihre Studien zur Embryogenese und neurologischen Entwicklung bei Küken leisteten wichtige Beiträge zur Praxis der Gewebetransplantation und Zelldifferenzierung.

## Leben und Werk
Reddick war die Tochter des Postbeamten Fielder Reddick und Maggie L. Reddick. 1929 schloss sie im Alter von fünfzehn Jahren die Laboratory High School des Spelman College ab. Sie studierte dann Biologie am Spelman College. Während ihres Studiums arbeitete sie als Laborassistentin und begann mit ihren Embryogenesestudien, die sie 1935 mit einem Bachelor of Science abschloss. 1937 erhielt sie ein Rockefeller Foundation General Education Board Fellowship und erwarb einen Master of Science an der Clark Atlanta University. Ihre Abschlussarbeit befasste sich mit dem Blastoderm des Kükenembryos, was zum Verständnis der Entwicklung des menschlichen Fötus beitrug. 1937 begann sie als eine der jüngsten Dozentinnen Biologie am Spelman College zu unterrichten. 1939 wurde sie die erste weibliche Biologiedozentin am nahegelegenen Morehouse College, jedoch gewährte ihr das College keine Stelle als Assistenzprofessorin ohne weitere Bildungsnachweise.
Sie erhielt ein zweites Rockefeller Education Fellowship vom Radcliffe College. Zwei Jahre lang studierte Reddick Techniken zur Transplantation von Gewebe und zur Differenzierung von Nervenzellen in Hühnerembryonen. Ihr Ziel bei ihren Experimenten war es, herauszufinden, wie viel von einem bestimmten Bereich des Gehirns bereits festgelegt war und wie viel von Interaktionen mit umgebendem Gewebe abhängig war.
Riddick erwarb 1943 ihren zweiten Masterabschluss in Biologie und promovierte 1944 am Radcliffe College mit der Dissertation über die Differenzierung des embryonalen Hühnermarks in Chorioallantoistransplantaten. Sie wurde in die Ehrengesellschaften Sigma Xi und Phi Beta Kappa gewählt und war das 10. Mitglied der Fakultät von Morehouse, das den Doktortitel erhielt.
Reddick kehrte an das Morehouse College zurück, um dort zu unterrichten, und war die erste Frau, die die Leitung der Biologieabteilung übernahm und zur ordentlichen Professorin befördert wurde. Sie unterrichtete bis 1951 am College.
1952 war sie die erste Afroamerikanerin, die ein Wissenschaftsstipendium der Ford Foundation für ein Studium im Ausland erhielt. Sie studierte Embryologie an der Universität Cambridge an der dortigen School of Anatomy. Nach ihrer Rückkehr in die USA 1953 wurde Reddick eine Fakultätsstelle an der Clark Atlanta University als Biologieprofessorin und Leiterin des Fachbereichs Biologie angeboten. Im folgenden Jahrzehnt beaufsichtigte sie die Forschungsarbeiten vieler Studenten, darunter die des Biologen Luther Williams, eines zukünftigen Provosts der Tuskegee University und Präsidenten der Clark Atlanta University. Für ihre Forschung erhielt sie auch Forschungsstipendien der National Science Foundation.
Ihre Forschung, bei der sie bereits Zeitraffermikroskopietechniken einsetzte, brachte unter anderem Erkenntnisse darüber, inwieweit die Umwelt die Entwicklung von Gehirngewebe beeinflusst. Ihre Forschungsarbeiten wurden in zahlreichen wissenschaftlichen Zeitschriften veröffentlicht, darunter The Anatomical Record und The Journal of Comparative Neurology.
Reddick war bis zu ihrem Tod 1966 im Alter von 51 Jahren als Professorin an der Clark Atlanta University tätig.

## Veröffentlichungen (Auswahl)
- Histogenesis of the cellular elements in the postotic medulla of the chick embryo. The Anatomical Record, Vol. 109, 1951, S. 51–97. doi:10.1002/ar.1091090106.
- The differentiation of embryonic chick medulla in chorioallantoic grafts. JNC, Vol 82, Issue 3, 1945, S. 283–297. doi:10.1002/cne.900820304